# Nirlando Beirão
Nirlando Antonio Lacerda Beirão (Belo Horizonte, 26 de setembro de 1948 — São Paulo, 30 de abril de 2020) foi um jornalista e escritor brasileiro.

## Biografia
Iniciou a carreira no Jornal Última Hora, no Rio de Janeiro, em 1967. Participou do lançamento das revistas Caras (SP), IstoÉ (SP), Senhor (SP), Forbes Brasil (SP) e Wish Report (SP). Foi editor de Política e Geral de Veja (SP), editor de Cultura e correspondente em Nova York (EUA) de IstoÉ (SP), titular da coluna Galeria de O Estado de S. Paulo, editor de Playboy (SP) e correspondente – em São Francisco (EUA) – e titular da coluna Estilo de Carta Capital (SP).
Além disso, Nirlando foi colunista do Jornal O Tempo, de Belo Horizonte, e do Jornal da Record News, do qual se desligou em 2017.
Escreveu, em parceria com o publicitário Washington Olivetto, o livro "Corinthians: É Preto no Branco". Apesar de torcedor declarado do Sport Club Corinthians Paulista, Nirlando revelou que seu time de infância, e ainda de coração, é o Clube Atlético Mineiro.
Em 2016, foi diagnosticado com Esclerose Lateral Amiotrófica (ELA), doença degenerativa ainda sem cura, famosa por acometer o físico Stephen Hawking. A enfermidade o motivou a finalmente escrever a história de seus antepassados, em um romance intitulado "Meus Começos e Meu Fim", onde conta a história de seu avô, o ex-padre português António Beirão, e sua avó, que desafiou a própria fé para viver com António. No livro, Nirlando contou também de sua relação com a doença e suas percepções sobre a vida.

## Morte
O jornalista morreu em São Paulo, na tarde de 30 de abril de 2020 , em decorrência da Esclerose Lateral Amiotrófica.